# Paz Castillo
Paz Castillo is een gemeente in de Venezolaanse staat Miranda. De gemeente telt 130.000 inwoners. De hoofdplaats is Santa Lucía.